# Église Sainte-Anne de La Turballe
L'église Sainte-Anne est un lieu de culte catholique situé sur la commune de La Turballe, dans le département français de la Loire-Atlantique. Elle est dédiée à sainte Anne, mère de la Vierge Marie et sainte patronne des Bretons.

## Présentation
L'église Sainte-Anne est édifiée dans le quartier du port de LaTurballe. Sa construction est postérieure à celle de Notre-Dame-de-la-Nativité, édifiée sur les hauteurs de Trescalan en 1852.

### Historique
Avec la montée en puissance de l'activité de conserverie des produits de la pêche et l'accroissement consécutif du quartier du port à partir des années 1830, la construction d'une chapelle en bord de mer se fait sentir dès la seconde moitié du XIXe siècle. 
Des projets se succèdent sans aboutir, en 1852, 1891 et 1932. Des travaux de construction sont même entrepris sur un terrain offert par le douanier François-Marie Lebrun mais sont interrompus en août 1891, faute de moyens financiers pour les mener à terme. L'ancienne mairie, devenue aujourd'hui la salle François-Marie Lebrun, à l'angle de la rue de la Mairie et de la rue de la Fontaine, est bâtie en lieu et place.
La volonté de se doter d'une chapelle persiste et de nouveaux travaux de construction sont menés de 1935 à 1937 sous la direction de l'architecte nantais Guy Liberge, financés par des dons privés sur une parcelle offerte par les demoiselles André de Trescalan et précédemment occupée par un commerce (buvette, épicerie, mercerie, restaurant, boucherie, charcuterie) et la menuiserie Jean Élain, . L'église est bénie le 19 mai 1937 par monseigneur Villepelet, nouvel évêque de Nantes. La chapelle devient le siège de la paroisse de La Turballe au moment de sa création le 12 août 1950 et acquiert le statut d'église à cette occasion.

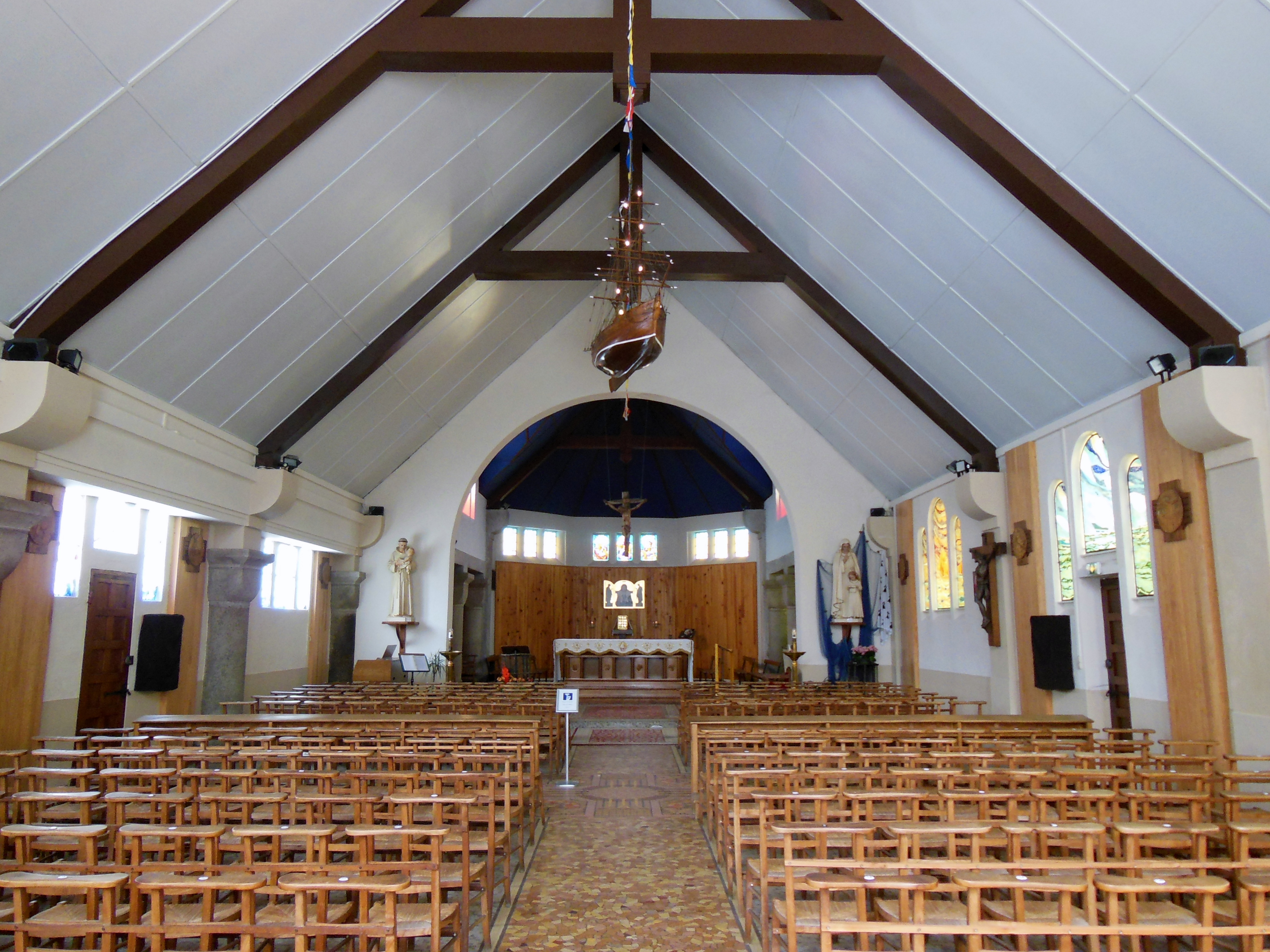
La nef en direction de l'autel
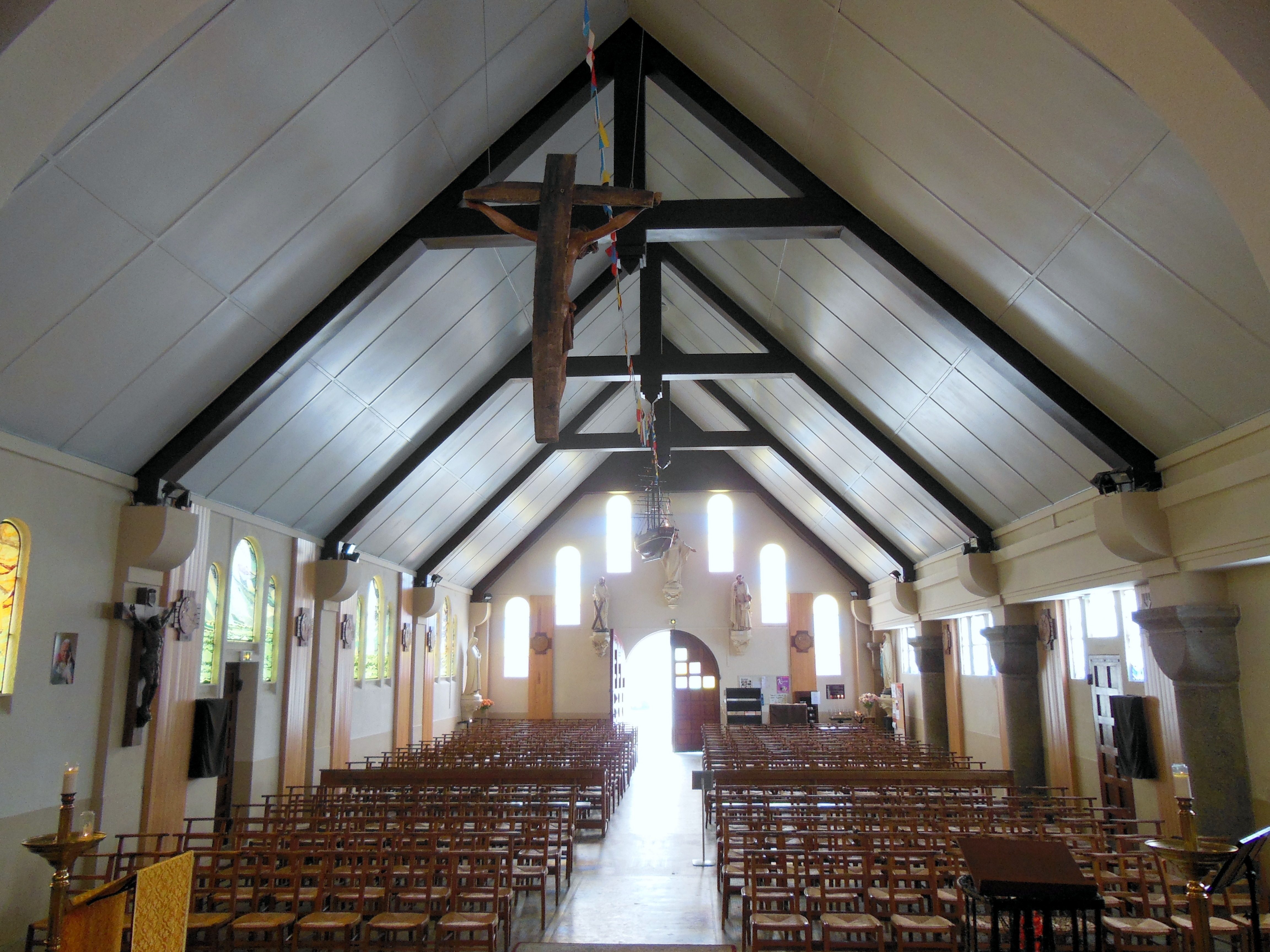
La nef en direction du porche

### Éléments
La cloche, qui porte le prénom d'« Anne-Marie », est bénie le 25 avril 1946. En 1950, un chemin de croix en bois est réalisé par Henri André.

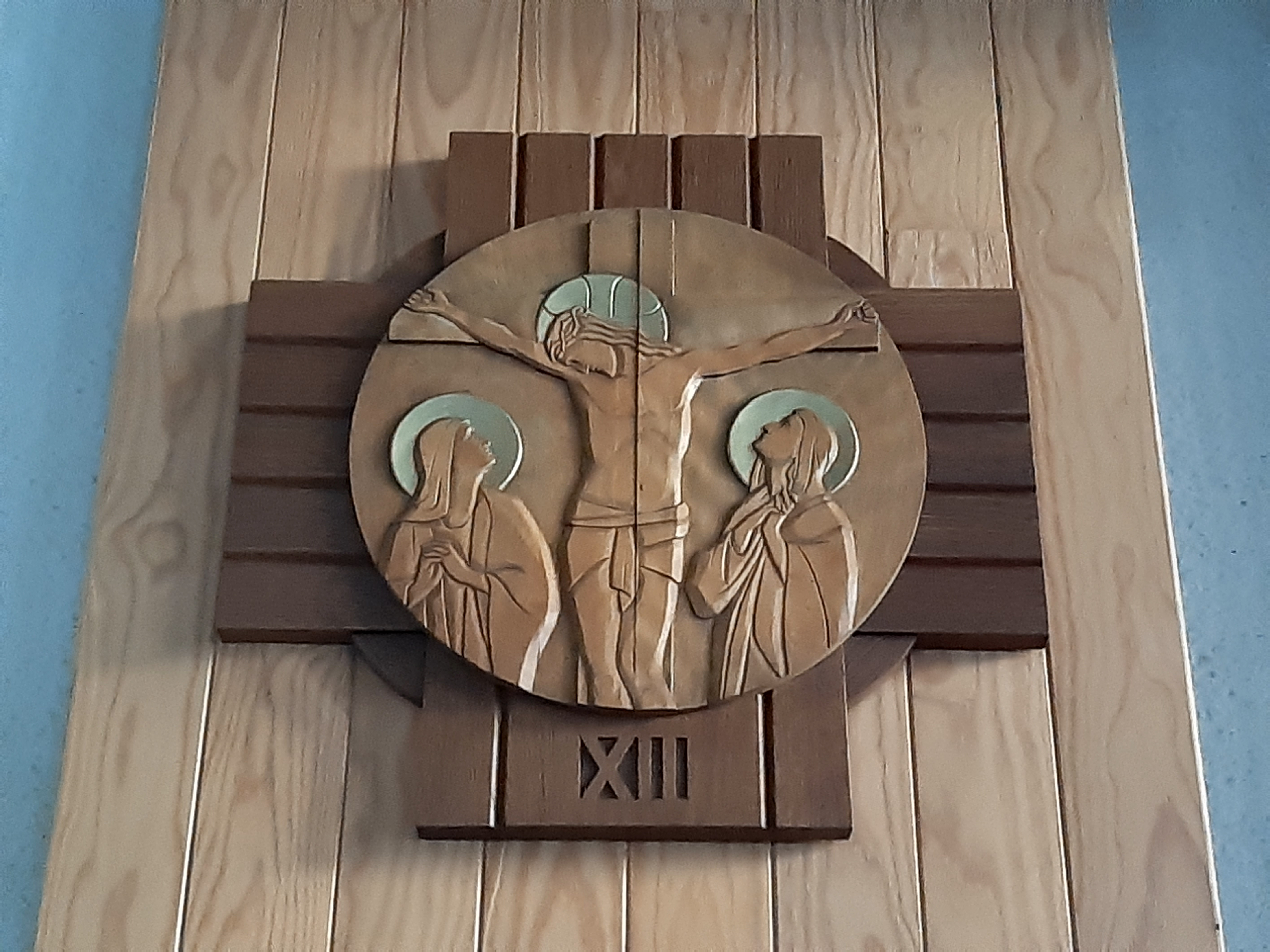
12e station du chemin de croix : Jésus meurt sur la croix

Une maquette de barque dédiée à sainte Anne est suspendue dans la nef de l'église en tant qu'ex-voto, comme dans de nombreuses chapelles du littoral breton. Il s'agit d'un trois-mâts offert par madame Allaigre, réalisé par Amaury Elain, menuisier local, et gréé par Marius Moreau. La barque est sortie à l'occasion des fêtes de la sainte Anne et portée en procession par les membres de la Société nationale de sauvetage en mer le dernier week-end du mois de juillet. La statue de sainte Anne, sur le côté droit de l'église, est entourée d'un filet de pêche et du drapeau de la Bretagne, rappelant ainsi qu'elle est la sainte patronne des pêcheurs et des Bretons. Les mosaïques qui suivent représentent un phare, des voiliers, des bateaux de pêche et des dauphins. Un Christ en croix est suspendu au plafond par deux filins.

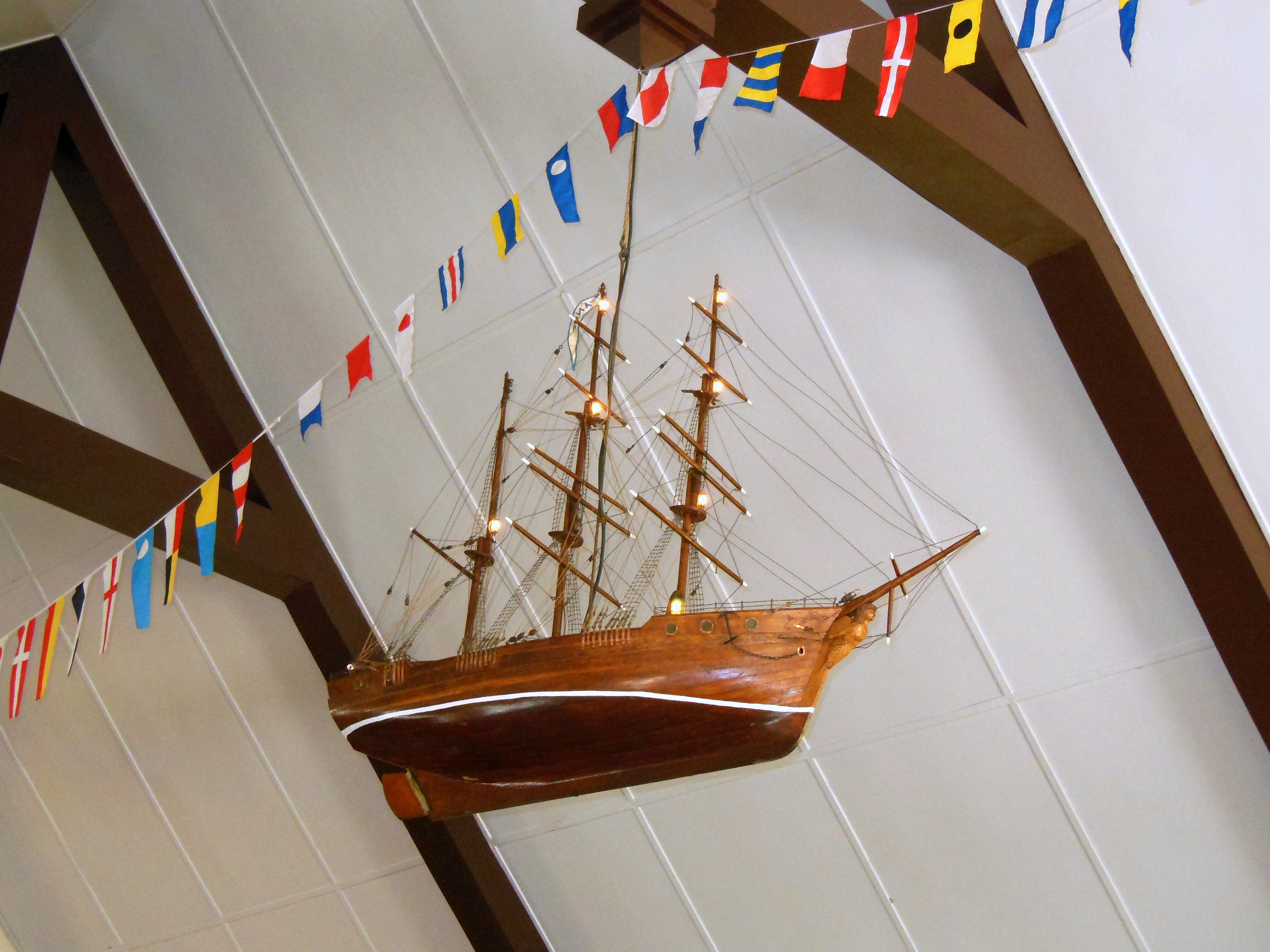
Bateau votif suspendu à la nef
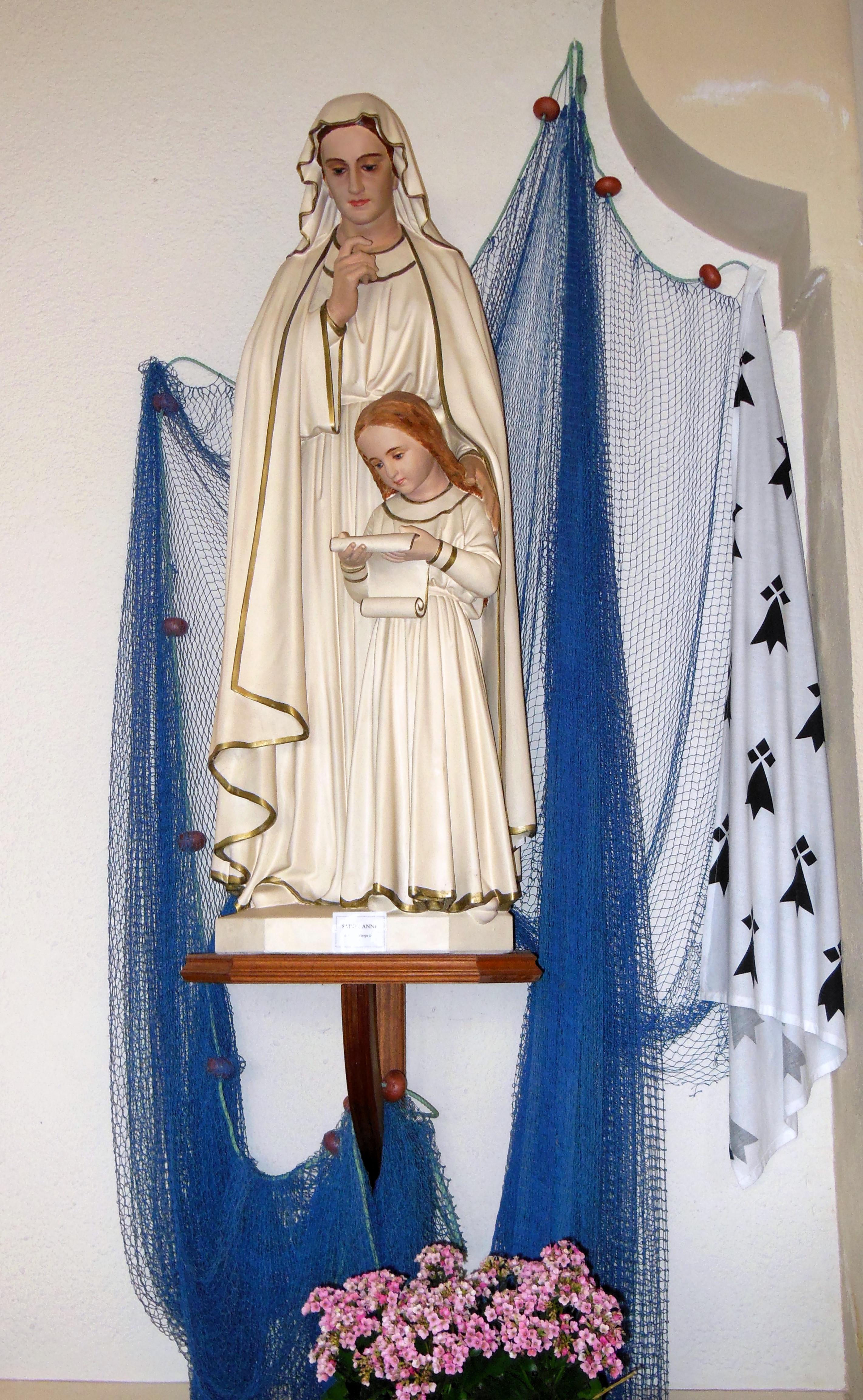
Statue de sainte Anne, mère de la Vierge Marie
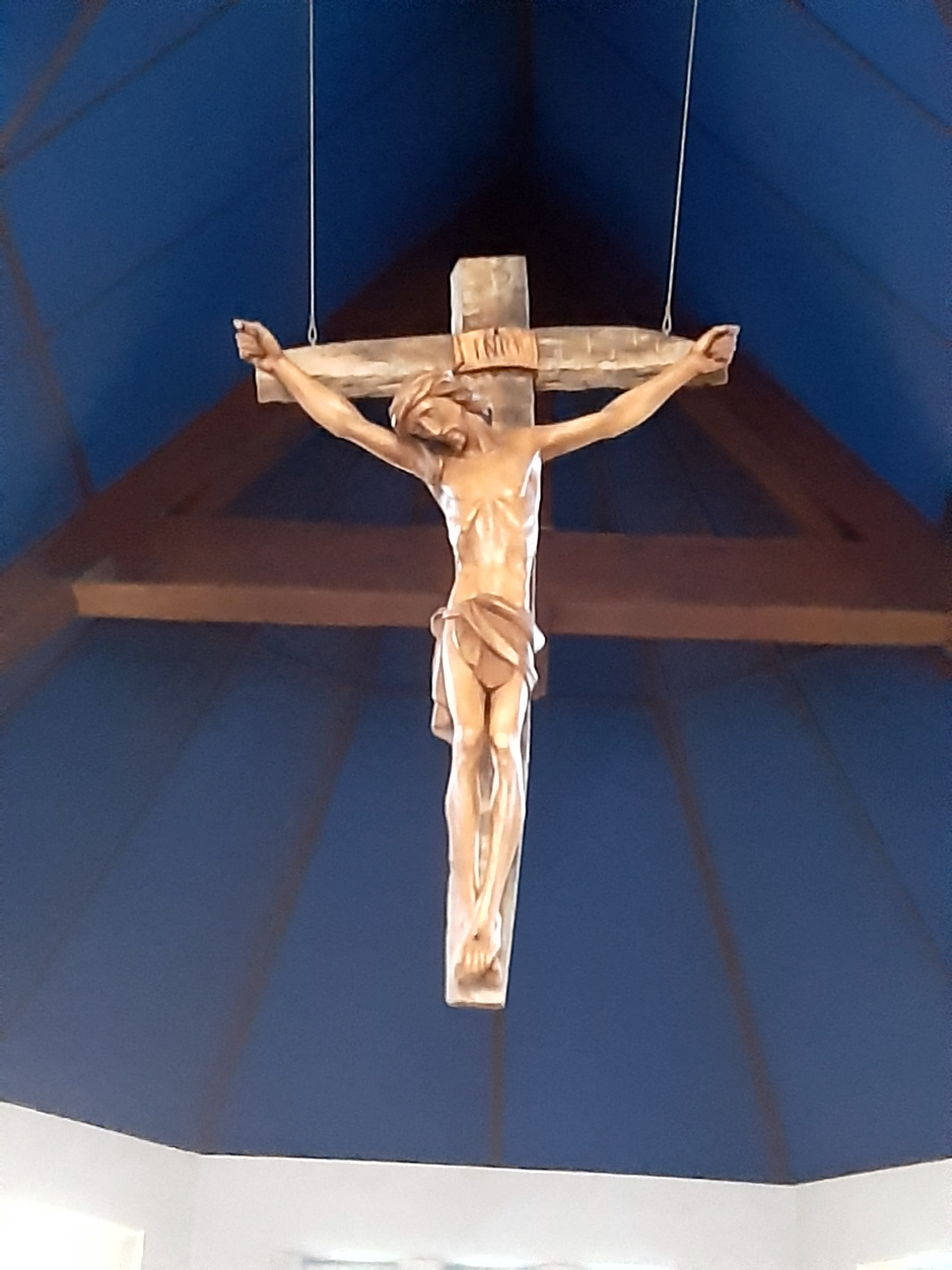
Statue du Christ en croix

Trois vitraux se situent au fond du chœur, derrière l'autel :  à gauche, saint Georges, avec un ex-voto indiquant « Offert en souvenir à sainte Marguerite de Thiery de Cabanes », au centre, sainte Anne avec l'écusson du Croisic, à droite, sainte Marguerite, avec un ex-voto indiquant « Retour à Dieu le 16 juin 1907, dans sa douzième année ».

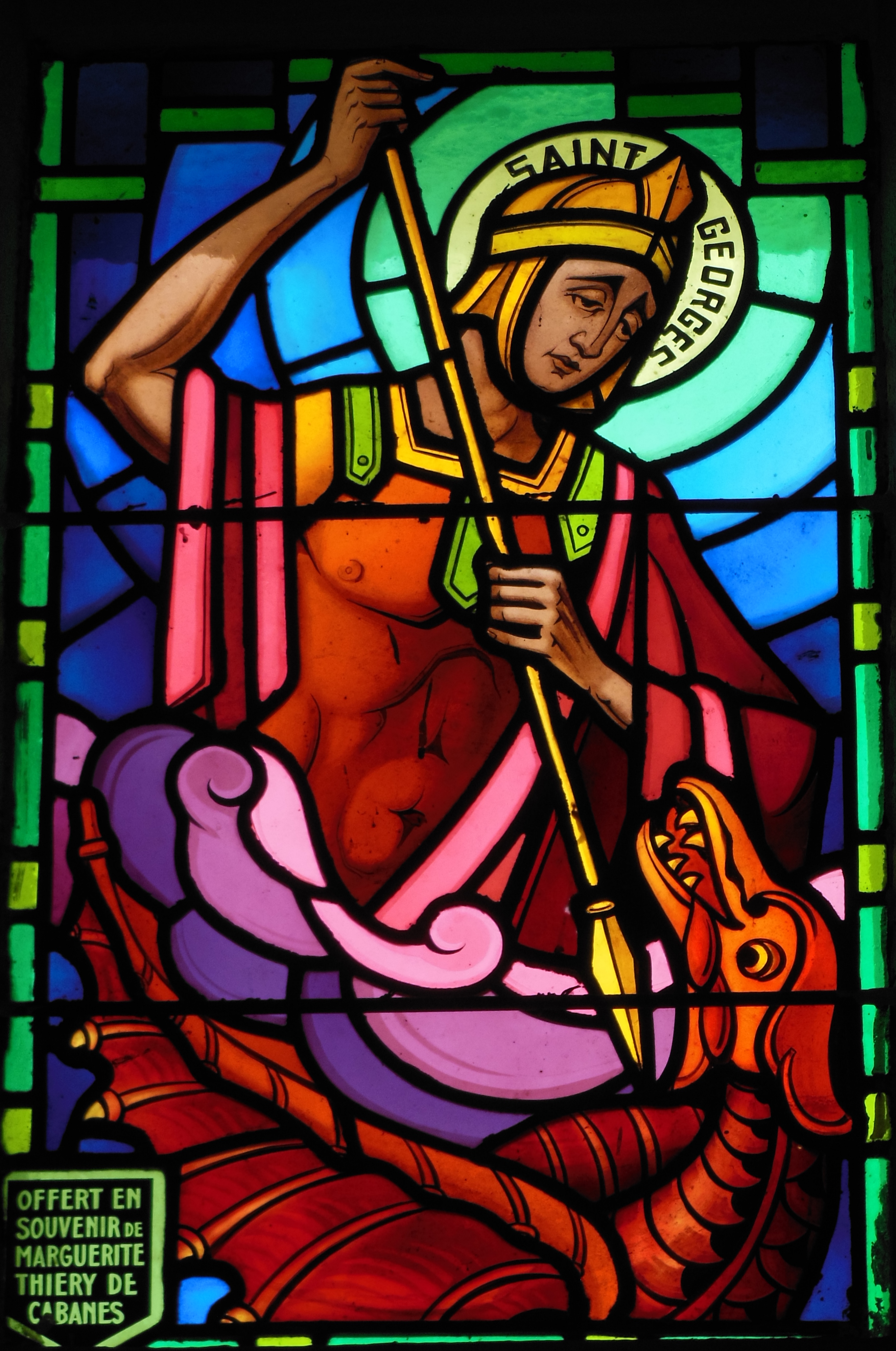
Vitrail de saint Georges terrassant le dragon
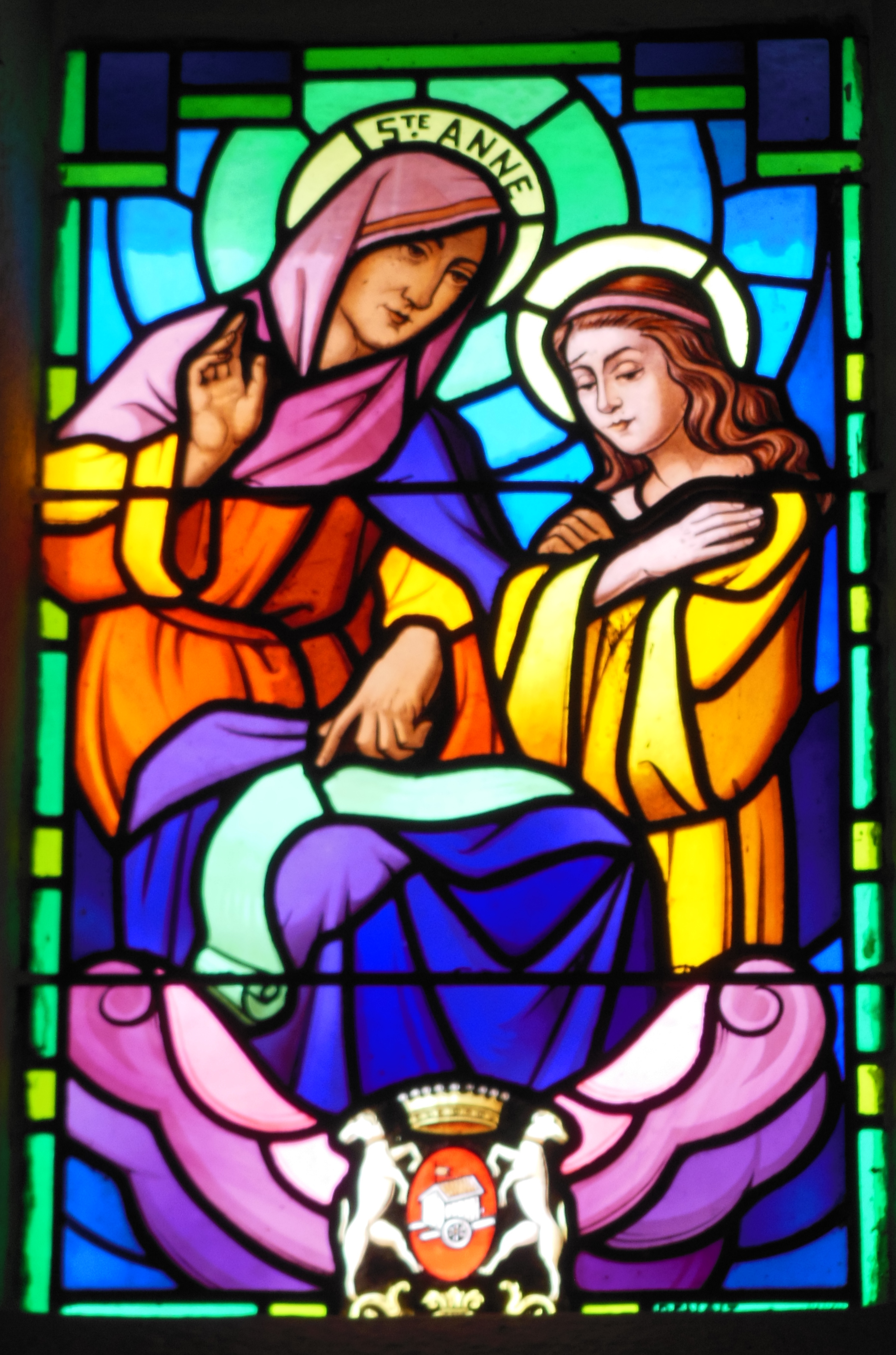
Vitrail de sainte Anne, mère de Marie
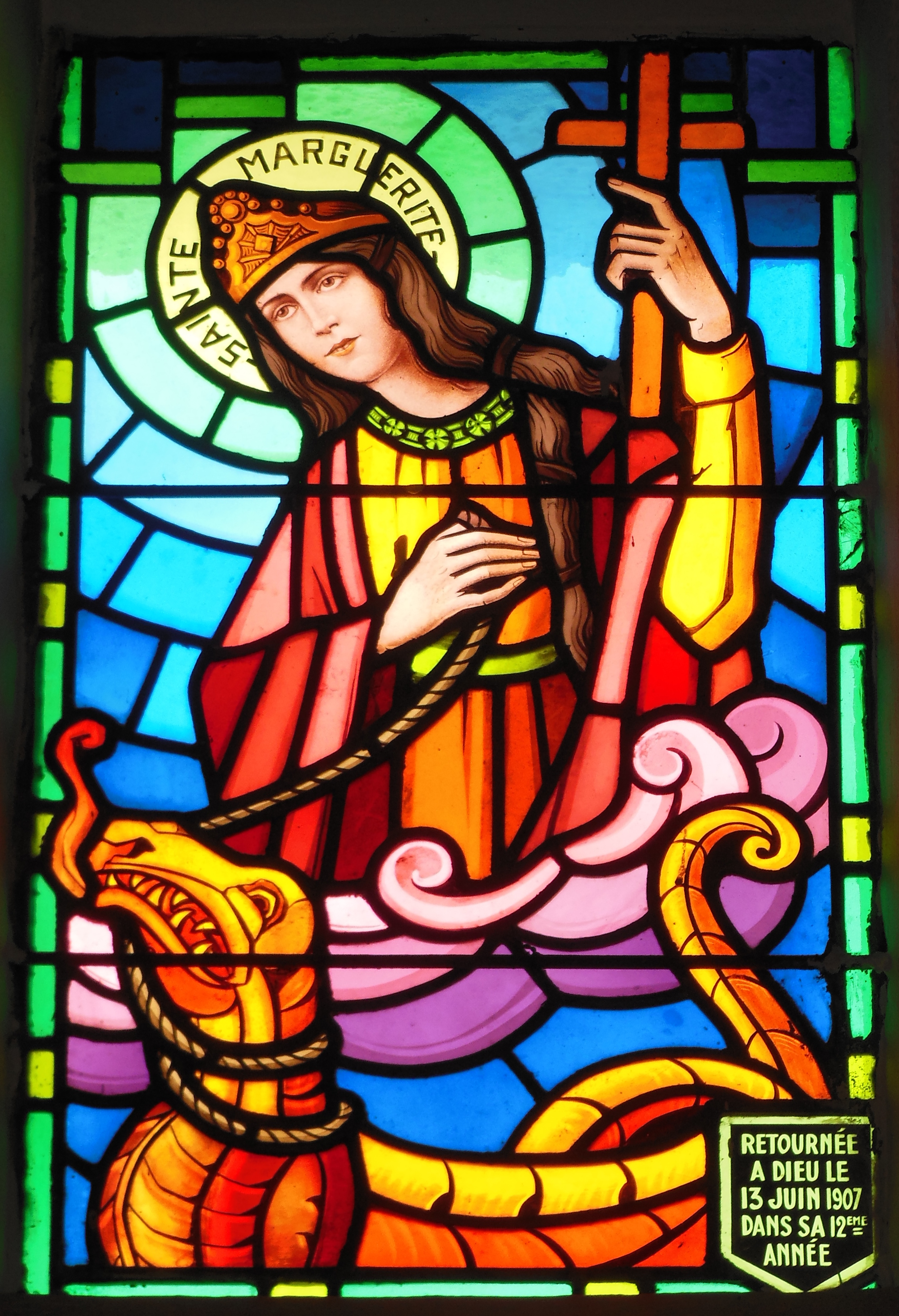
Vitrail de sainte Marguerite hissée sur le dragon

Le vitrail du chœur, réalisé par monsieur Mathieu, de Guérande, représente l'arche de Noé, la colombe et l'arc-en-ciel.

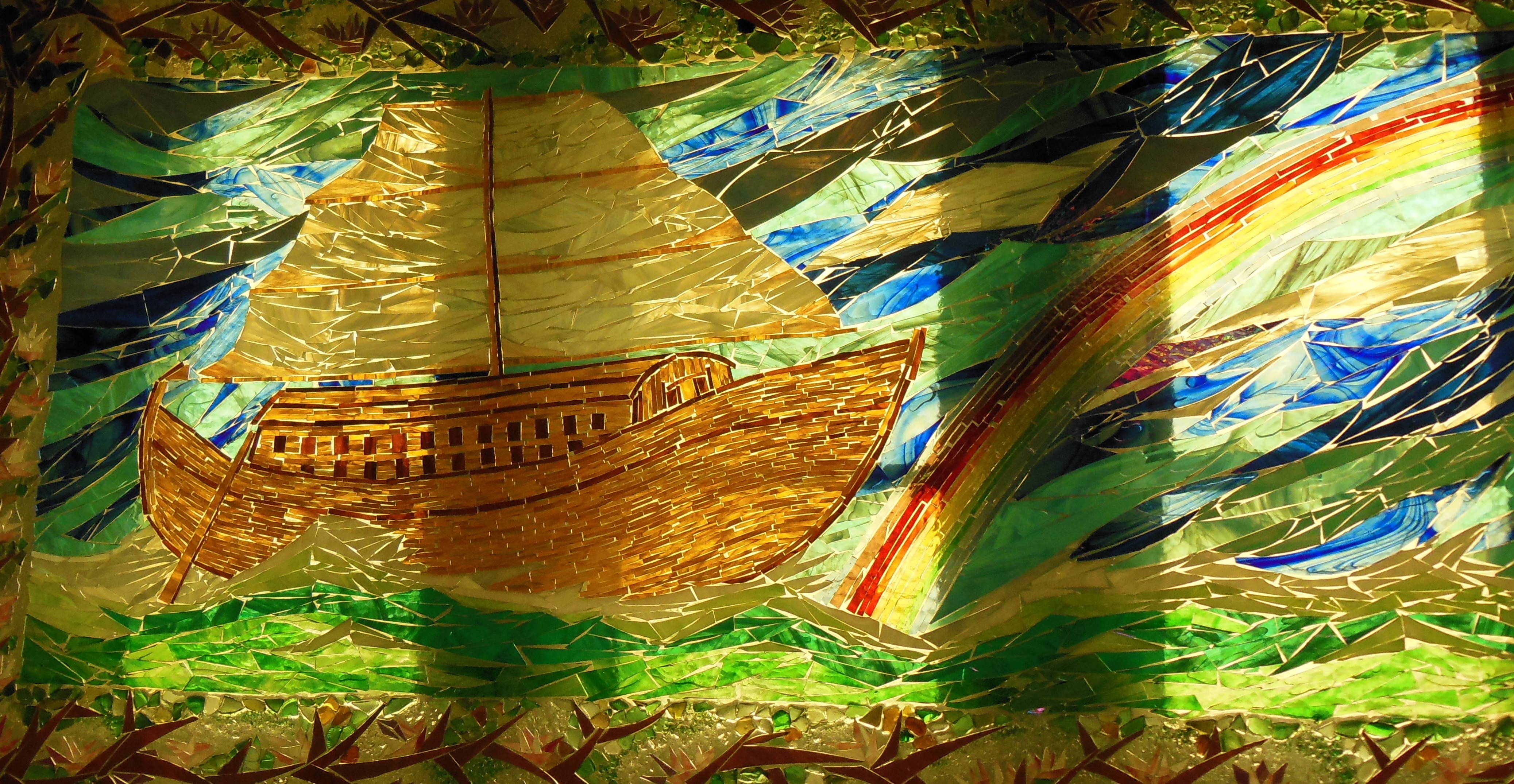
Détail du vitrail de l'arche de Noé

La façade de l'autel représente les quatre Évangélistes (Matthieu, Marc, Luc et Jean) sous la forme d'animaux. Au-dessus du tabernacle se trouve une icône du Bon-Pasteur avec, à gauche, la Vierge Marie et à droite, saint Joseph. L'iconographe du monastère Sainte-Élisabeth, en Biélorussie, a choisi pour ces deux figures bibliques des couleurs rappelant la proximité du bord de mer.

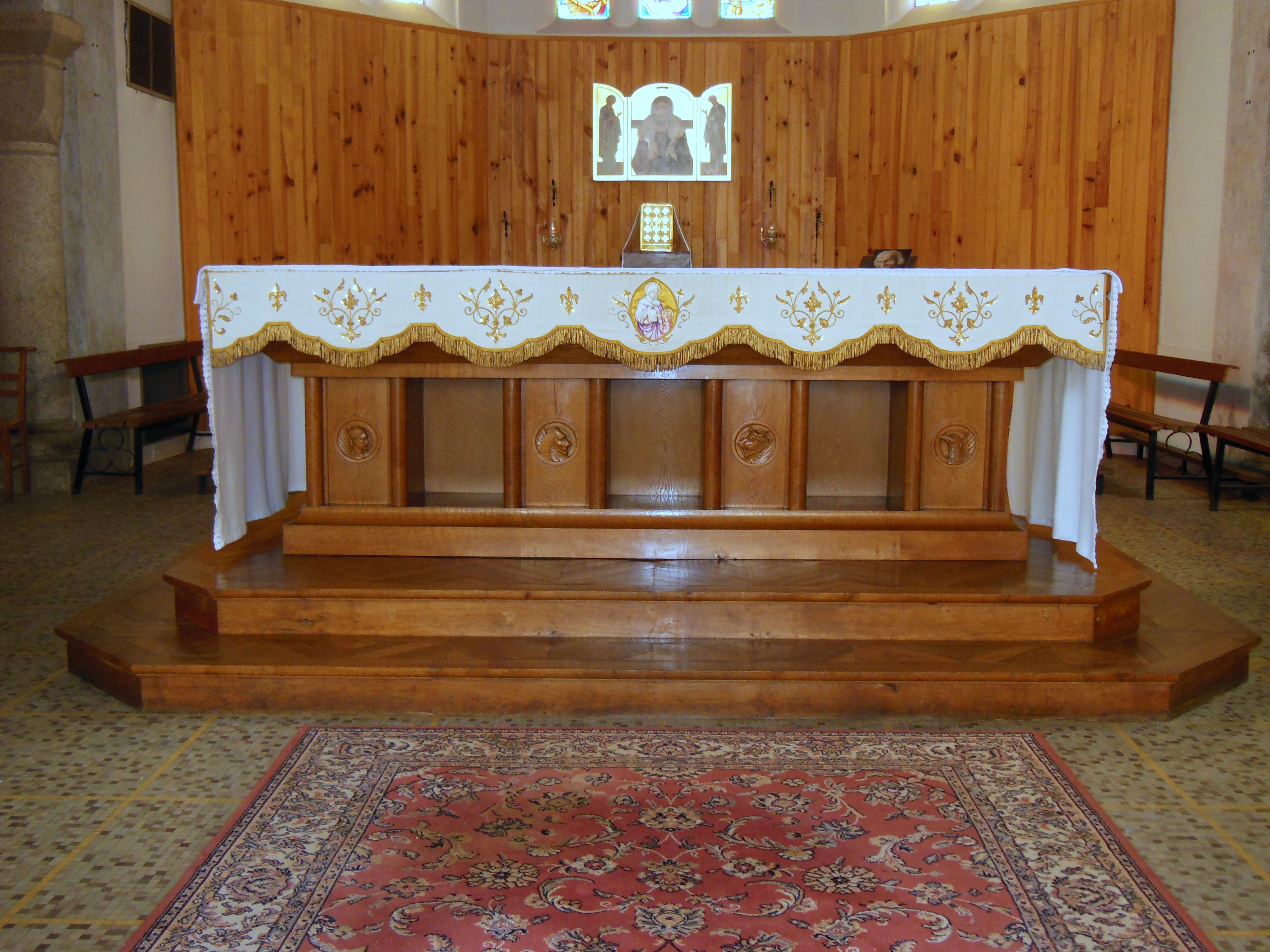
L'autel avec la représentation des quatre évangélistes
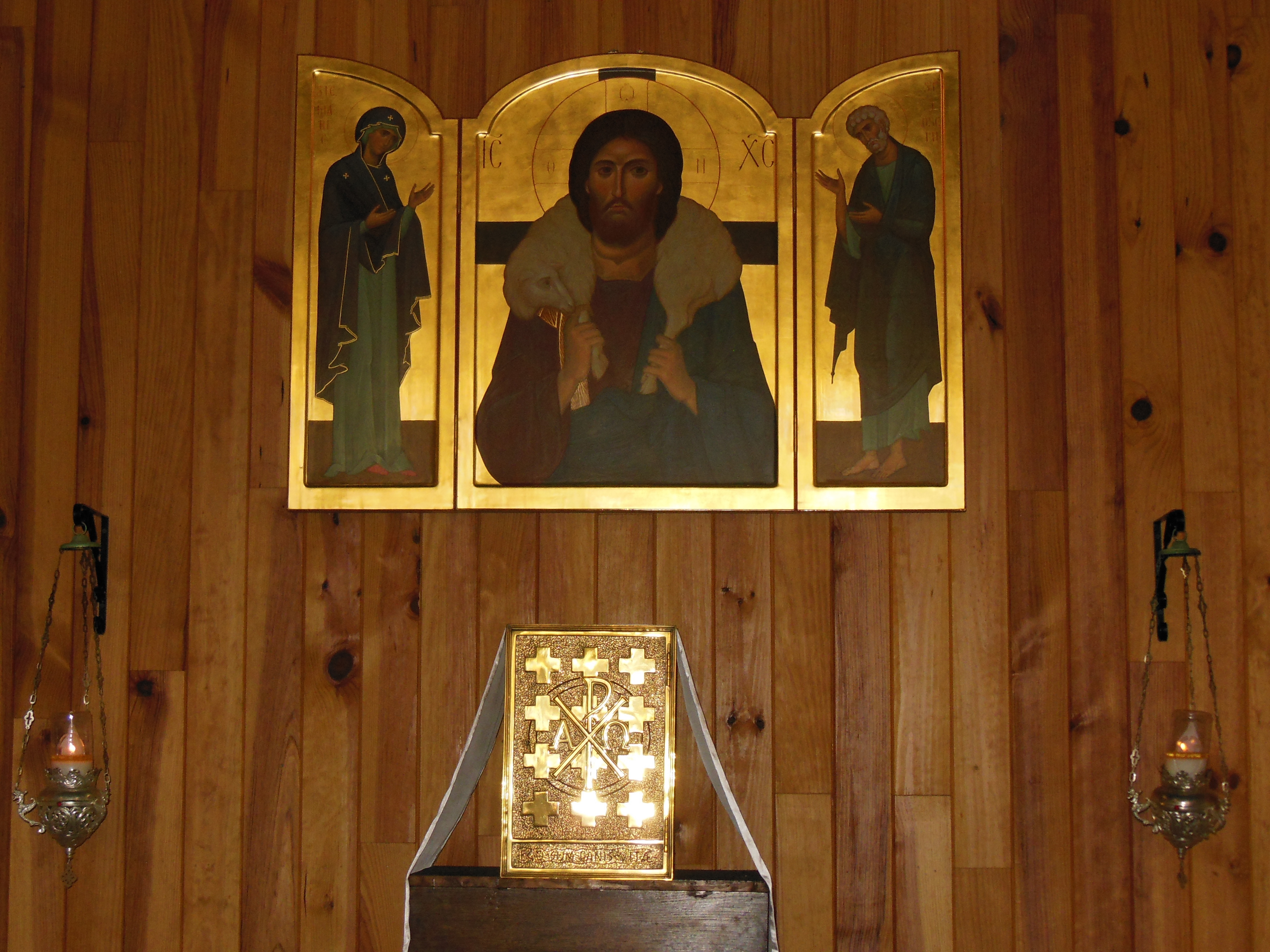
Le tabernacle et l'icône

Sur le côté gauche de l'église, de bas en haut, sont représentées des armoiries papales, réalisées par mesdames Habasque-Tobie et Pichaud avec des verres plaqués soufflés à la bouche, sablés et peints en grisaille.

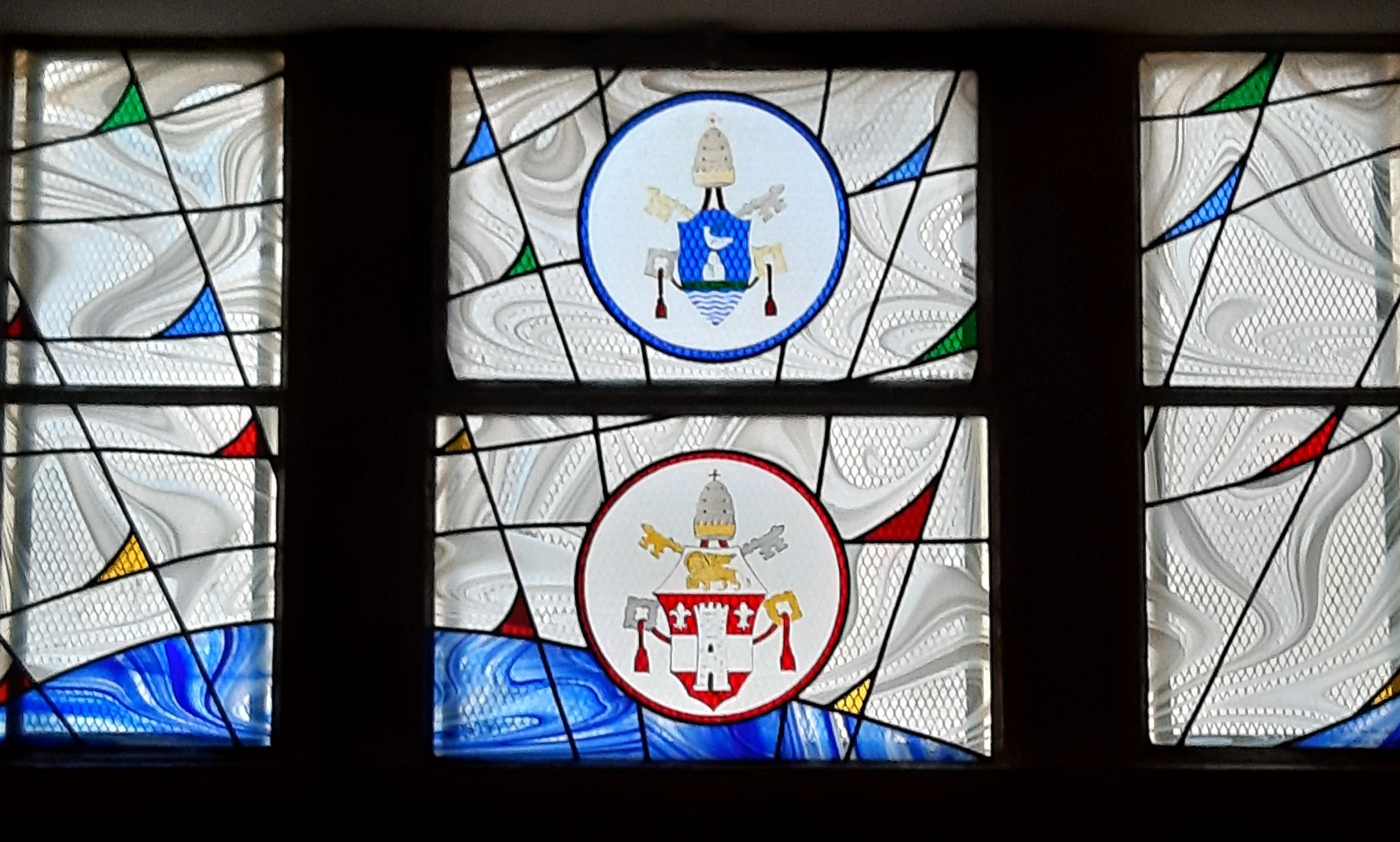
Armoiries papales de Pie XII (haut) et de Jean XXIII (bas)
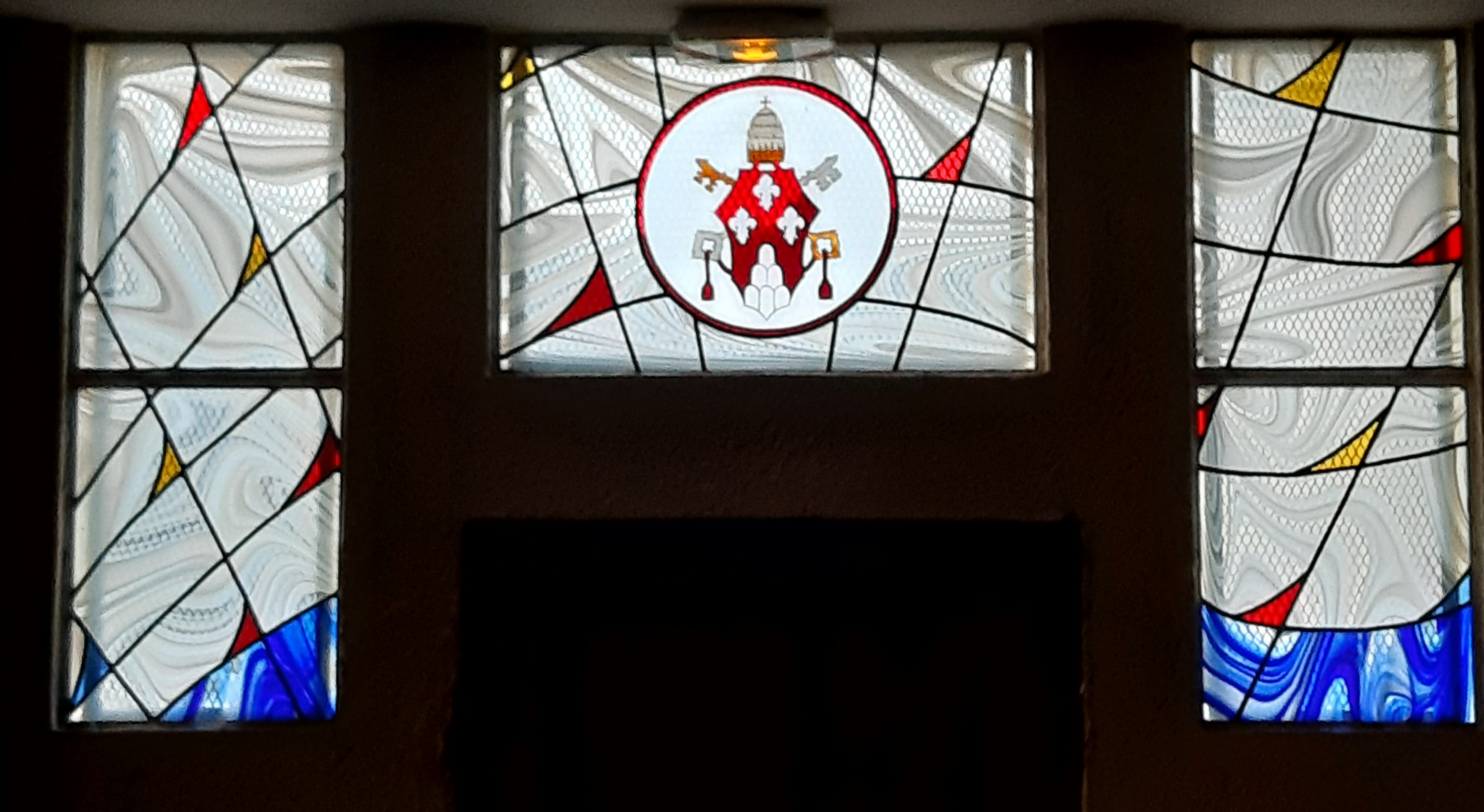
Armoirie papale de Paul VI
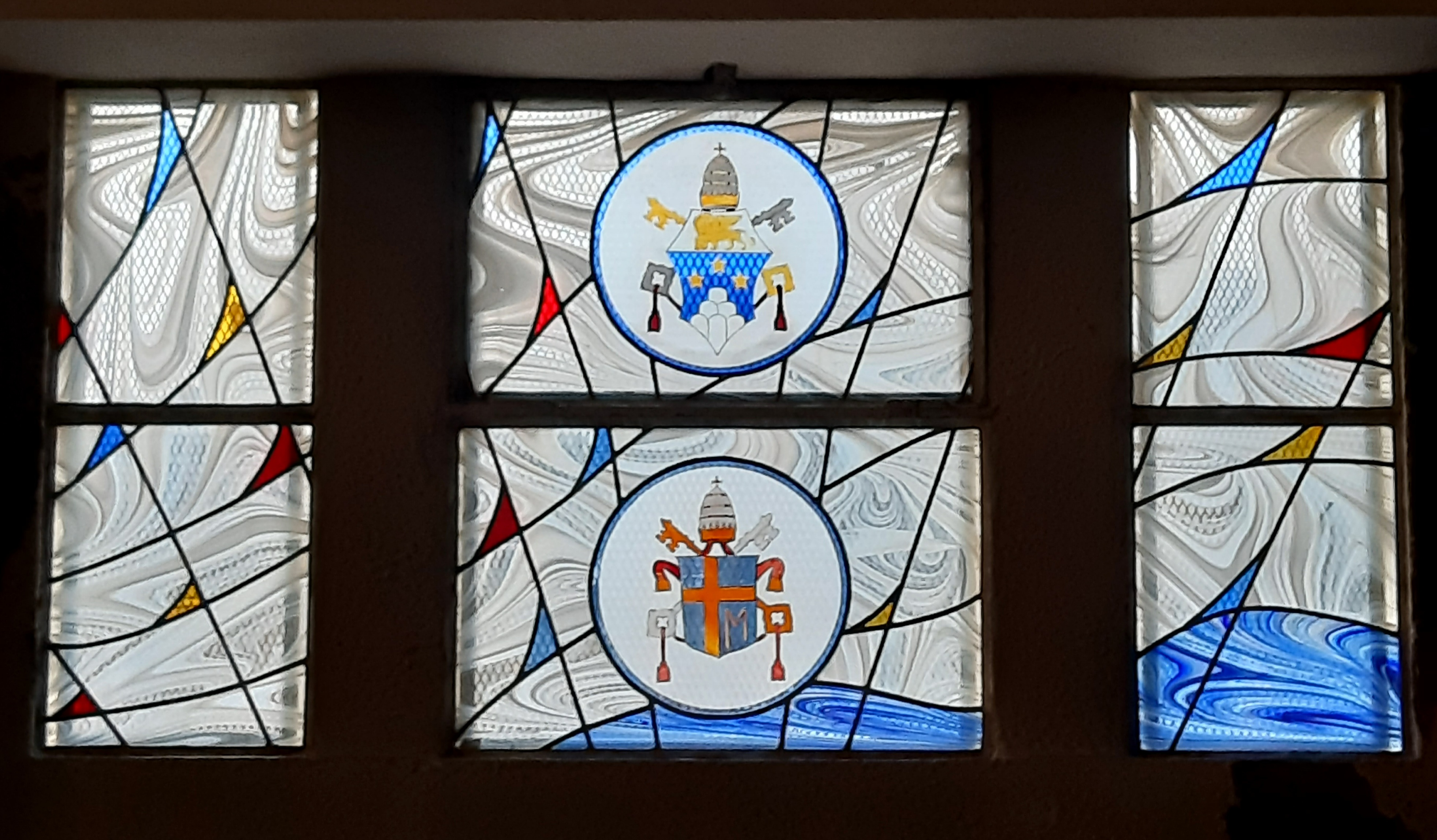
Armoiries papales de Jean-Paul Ier (haut) et de Jean-Paul II (bas)
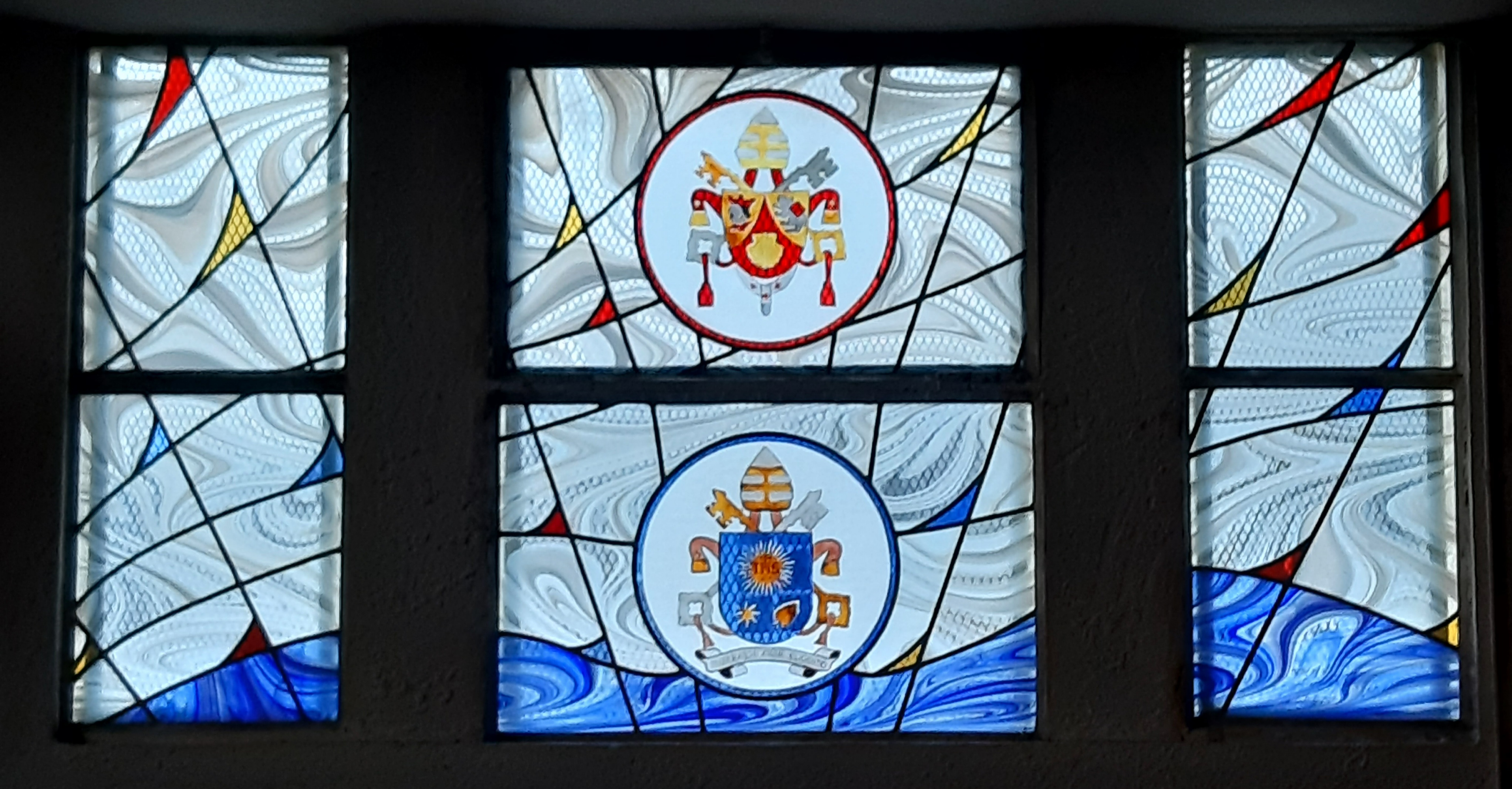
Armoiries papales de Benoît XVI (haut) et de François (bas)